# Zásady poctivého obchodního styku
Zásady poctivého obchodního styku jsou obdobné dobrým mravům, uplatňují se však jen ve vztazích mezi podnikateli. V českém právu byly až do roku 2014 výslovně vyjádřeny v kogentním ustanovení § 265 obchodního zákoníku, podle nějž právo, které je vykonáváno v rozporu s těmito zásadami, nepožívá právní ochrany. I poté je však na ně odkazováno v právní úpravě junktimačních kartelových dohod a adhezních smluv mezi podnikateli.
U obchodníků existuje velmi široká smluvní volnost, navíc se u nich předpokládá obchodní zdatnost a vysoká míra profesionality. Nesou podnikatelské riziko a nemohou proto např. argumentovat, že určitou smlouvu uzavřeli v tísni a za nápadně nevýhodných podmínek. V určitých případech však mohou jako zákonnou výjimku z tohoto pravidla uplatnit zásadu poctivého obchodního styku, která jim umožní, aby protistrana, která ji porušila, nevyhrála případný soudní spor. Porušení těchto zásad tedy nezpůsobí neplatnost právního jednání, ale jen nevymahatelnost získaných práv, půjde o naturální obligace. V tomto ohledu i soudní praxe uznala, že určité jednání může být v rozporu se zásadami poctivého obchodního styku, ale nikoli takové intenzity, aby se zároveň příčilo dobrým mravům. Zásady poctivého obchodního styku nikdy nebyly, podobně jako obchodní zvyklosti, právem přesně definovány. Je nutno je zkoumat v každém případě zvlášť a s ohledem na okolnosti daného případu. Judikatura však již dospěla k závěru, že jednou z nich je včasné placení dluhů. Naopak jestliže věřitel vymáhá svou pohledávku, ačkoli dlužník má vůči věřiteli vlastní pohledávku převyšující tento dluh, o porušení zásad poctivého obchodního styku nejde.